# Commissari tecnici della nazionale maschile di calcio dell'Italia

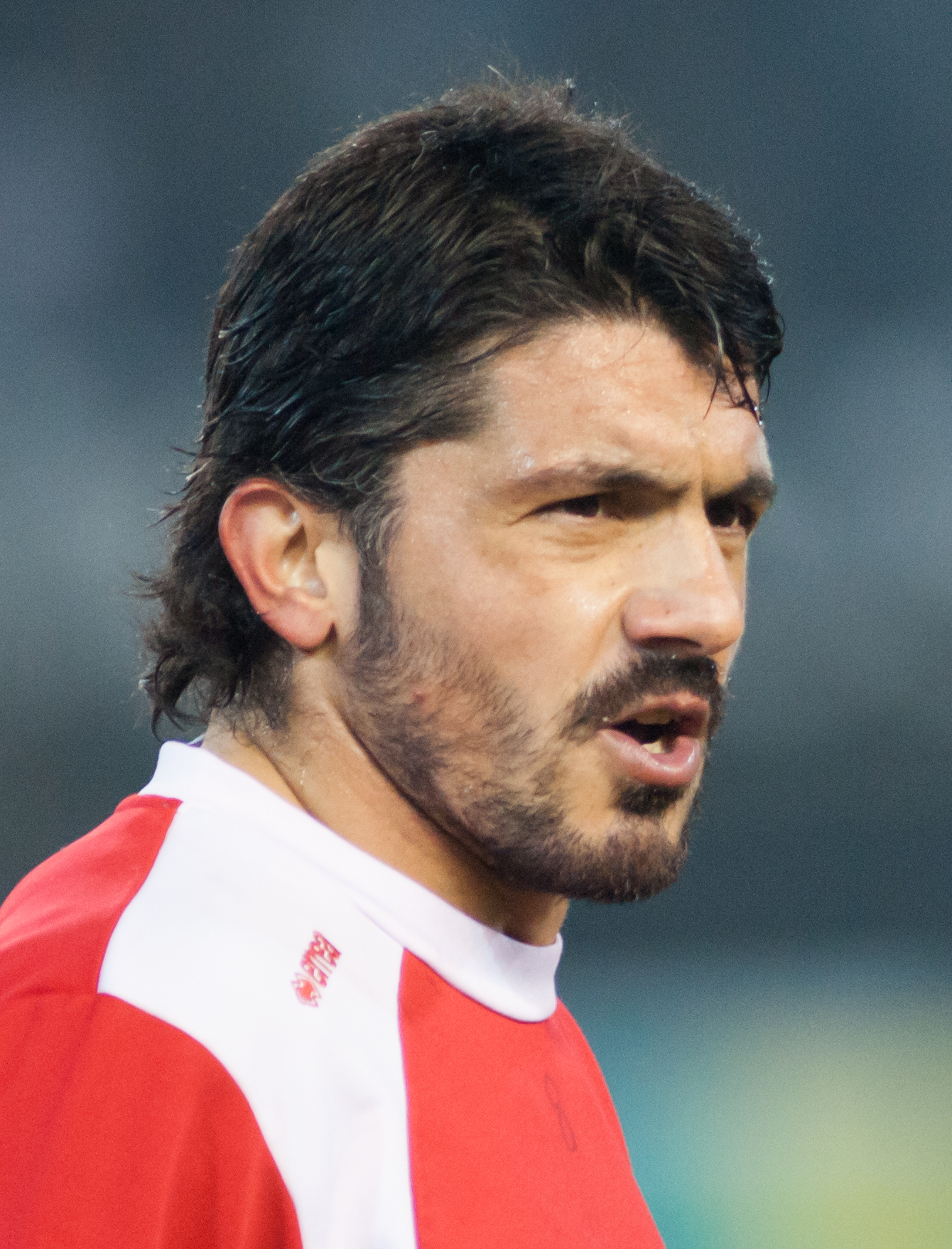
Gennaro Gattuso, commissario tecnico della nazionale italiana dal 2025

Questa è la lista completa commissari tecnici della nazionale di calcio dell'Italia. L'insolita denominazione di commissario tecnico che si contraddistingue dalll'allenatore della nazionale calcistica italiana è dovuta al fatto che, ai suoi albori, la squadra fosse guidata da una «commissione tecnica» (di cui facevano parte allenatori dei club, dirigenti, preparatori atletici, arbitri e, talvolta, persino giornalisti sportivi), anziché da una singola persona. Il compito della commissione era quello di allestire il campo da gioco, convocare i giocatori e preparare il vestiario mentre preparare atleticamente e allenare la squadra poteva competere a tutti i membri della commissione, oppure ad un singolo componente nominato da essa stessa a tale scopo, o poteva anche essere chiamata una persona esterna.
Salvo qualche occasione in cui venne nominato un commissario unico, le commissioni tecniche furono una costante della nazionale fino agli inizi degli anni sessanta, quando si passò in maniera pressoché stabile alla scelta di un'unica figura per il ruolo di convocatore e allenatore dei calciatori, ad eccezione di tre occasioni in cui si tornò alla scelta della commissione tecnica (di cui l'ultima nel biennio 1975-1977).
Il commissario tecnico (abbreviato in C.T.) è detto anche «selezionatore».

## Storia
Il primo commissario tecnico unico fu Vittorio Pozzo, che guidò la nazionale per la prima volta (seguirono altri due incarichi nel 1924 e dal 1929 al 1948) dal 26 giugno al 3 luglio 1912. Pozzo ha portato gli Azzurri, in 97 incontri ufficiali, alle vittorie dei mondiali di Italia 1934 e Francia 1938, unico allenatore ad aver trionfato in due rassegne iridate, oltre al torneo olimpico di Berlino 1936 e a due Coppe Internazionali (1927-1930 e 1933-1935), per un totale di cinque titoli che ne fanno il selezionatore più vincente della storia del calcio.
Il C.T. che ha guidato per più incontri la nazionale italiana è invece Enzo Bearzot, per 104 gare, dal 1975 al 1986 (nel periodo 1975-1977 coadiuvato da Fulvio Bernardini), portando quindi gli Azzurri alla conquista del mondiale Spagna 1982 dopo i quarti posti della precedente edizione di Argentina 1978 e del campionato d'Europa 1980.
Altri commissari tecnici del passato degni di nota sono: Ferruccio Valcareggi, allenatore vincitore del campionato d'Europa 1968 e finalista al mondiale Messico 1970; Azeglio Vicini, semifinalista al campionato d'Europa 1988 e terzo al mondiale Italia 1990; Arrigo Sacchi, sotto la cui guida la nazionale arrivò in finale al mondiale Stati Uniti 1994; Dino Zoff, finalista al campionato d'Europa 2000; Marcello Lippi, vincitore del mondiale Germania 2006; Cesare Prandelli, finalista al campionato d'Europa 2012 e terzo alla FIFA Confederations Cup 2013; Roberto Mancini, che ha guidato gli Azzurri alla vittoria del campionato d'Europa 2020, ai terzi posti nella UEFA Nations League (2020-2021 e 2022-2023) e alla finale nella Coppa dei Campioni CONMEBOL-UEFA 2022.
L'attuale commissario tecnico della nazionale italiana è Gennaro Gattuso, confermato dalla FIGC il 15 giugno 2025.

## Elenco cronologico
Di seguito l'elenco cronologico delle commissioni tecniche, dei C.T. e degli allenatori della Nazionale maschile di calcio dell'Italia:
Dati aggiornati al 10 giugno 2025, dopo l'incontro Italia-Moldavia.

### Commissioni tecniche (1910-1959)
| Commissari tecnici | Allenatori | Primo incontro                  | Ultimo incontro  | Totale incontri | Foto |
| --- | --- | ------------------------------- | ---------------- | --------------- | ---- |
| - Giannino Camperio - Alberto Crivelli - Giuseppe Gama - Umberto Meazza - Agostino Recalcati                                                 | Umberto Meazza | 15 maggio 1910 (Italia-Francia) | 6 gennaio 1911   | 3               |      |
| - ? Beni - Giannino Camperio (2) - Luigi Livio - Umberto Meazza (2)                                                                          | Umberto Meazza | 9 aprile 1911                   | 21 maggio 1911   | 3               |      |
| - Alfredo Armano - Francesco Calì - Giannino Camperio (3) - Harry Goodley - Emilio Mégard - Edoardo Pasteur - Giuseppe Servetto              | Umberto Meazza | 17 marzo 1912                   | 17 marzo 1912    | 1               |      |
| Vittorio Pozzo | Vittorio Pozzo | 29 giugno 1912                  | 3 luglio 1912    | 3               |      |
| - Alfredo Armano (2) - Ulisse Baruffini - Luigi Faroppa - Carlo Ferraris - Harry Goodley (2) - Umberto Meazza (3) - Vittorio Pedroni         | Umberto Meazza | 22 dicembre 1912                | 12 gennaio 1913  | 2               |      |
| - Alfredo Armano (2) - Ulisse Baruffini - Luigi Faroppa - Carlo Ferraris - Harry Goodley (2) - Umberto Meazza (3) - Vittorio Pedroni         | William Garbutt | 1º maggio 1913                  | 15 giugno 1913   | 2               |      |
| - Alfredo Armano (3) - Francesco Calì (2) - Umberto Meazza (4) - Edoardo Pasteur (2) - Vittorio Pedroni (2) - Nino Resegotti - Hugo Rietmann | William Garbutt | 31 gennaio 1915                 | 31 gennaio 1915  | 1               |      |
| - Giuseppe Hess - Francesco Mauro - Edoardo Pasteur (3) - Romildo Terzolo - Giuseppe Varetto - Franco Varisco                                | Nino Resegotti | 18 gennaio 1920                 | 18 gennaio 1920  | 1               |      |
| - Francesco Mauro (2) - Edoardo Pasteur (4) - Romildo Terzolo (2) - Franco Varisco (2)                                                       | Giuseppe Milano | 28 marzo 1920                   | 28 marzo 1920    | 1               |      |
| - Luigi Bianchi - Francesco Calì (3) - Edgardo Minoli - Hugo Rietmann (2)                                                                    | Giuseppe Milano | 13 maggio 1920                  | 13 maggio 1920   | 1               |      |
| - Luigi Saverio Bertazzoni - Francesco Calì (4) - Umberto Meazza (5) - Giuseppe Milano - Edgardo Minoli (2)                                  | Giuseppe Milano | 28 agosto 1920                  | 2 settembre 1920 | 4               |      |
| - Francesco Calì (5) - ? Campi - Francesco Mauro (3) - Umberto Meazza (6) - Giuseppe Milano (2) - Vittorio Pozzo (2)                         | - Francesco Calì (5) - ? Campi - Francesco Mauro (3) - Umberto Meazza (6) - Giuseppe Milano (2) - Vittorio Pozzo (2) | 20 febbraio 1921                | 6 marzo 1921     | 2               |      |
| - Umberto Meazza (7) - Giuseppe Milano (3) - Romildo Terzolo (3)                                                                             | - Umberto Meazza (7) - Giuseppe Milano (3) - Romildo Terzolo (3)                                                     | 5 maggi 1921                    | 8 maggio 1921    | 2               |      |
| - Gino Agostini - Augusto Galletti - Nino Resegotti (2)                                                                                      | Antonio Cevenini | 6 novembre 1921                 | 6 novembre 1921  | 1               |      |
| - Gino Agostini (2) - Augusto Galletti (2) - Umberto Meazza (8) - Nino Resegotti (3)                                                         | - Gino Agostini (2) - Augusto Galletti (2) - Umberto Meazza (8) - Nino Resegotti (3)                                 | 15 gennaio 1922                 | 21 maggio 1922   | 3               |      |
| - Augusto Galletti (3) - Umberto Meazza (9) - Augusto Rangone                                                                                | - Augusto Galletti (3) - Umberto Meazza (9) - Augusto Rangone                                                        | 3 dicembre 1922                 | 27 maggio 1923   | 5               |      |
| - Gino Agostini (3) - Mario Argento - Augusto Galletti (4) - Umberto Meazza (10) - Augusto Rangone (2)                                       | - Gino Agostini (3) - Mario Argento - Augusto Galletti (4) - Umberto Meazza (10) - Augusto Rangone (2)               | 20 gennaio 1924                 | 20 gennaio 1924  | 1               |      |
| Vittorio Pozzo (2) | Vittorio Pozzo (2)                                                                                                   | 9 marzo 1924                    | 2 giugno 1924    | 5               |      |
| - Guido Baccani - Giuseppe Milano (4) - Augusto Rangone (3)                                                                                  | - Guido Baccani - Giuseppe Milano (4) - Augusto Rangone (3)                                                          | 16 novembre 1924                | 18 giugno 1925   | 6               |      |
| Augusto Rangone (4) | Augusto Rangone (4)                                                                                                  | 4 novembre 1925                 | 10 giugno 1928   | 24              |      |
| Carlo Carcano | Carlo Carcano | 14 ottobre 1928                 | 28 aprile 1929   | 6               |      |
| Vittorio Pozzo (3) | Vittorio Pozzo (3)                                                                                                   | 1º dicembre 1929                | 5 agosto 1948    | 87              |      |
| - Aldo Bardelli - Vincenzo Biancone - Roberto Copernico - Ferruccio Novo                                                                     | Ferruccio Novo | 27 febbraio 1949                | 2 luglio 1950    | 9               |      |
| - Piercarlo Beretta - Antonio Busini - Gianpiero Combi                                                                                       | - Piercarlo Beretta - Antonio Busini - Gianpiero Combi                                                               | 8 aprile 1951                   | 25 novembre 1951 | 5               |      |
| - Piercarlo Beretta (2) - Giuseppe Meazza | Piercarlo Beretta | 24 febbraio 1952                | 17 maggio 1953   | 8               |      |
| - Lajos Czeizler - Angelo Schiavio | Silvio Piola | 13 novembre 1953                | 23 giugno 1954   | 7               |      |
| - Luciano Marmo - Giuseppe Pasquale - Angelo Schiavio (2) - Luigi Tentorio                                                                   | Alfredo Foni | 5 dicembre 1954                 | 9 dicembre 1956  | 12              |      |
| - Vincenzo Biancone (2) - Alfredo Foni - Luciano Marmo (2) - Giuseppe Pasquale (2) - Angelo Schiavio - Luigi Tentorio (2)                    | Alfredo Foni | 25 aprile 1957                  | 23 marzo 1958    | 7               |      |
| - Vincenzo Biancone (3) - Pino Mocchetti - Giuseppe Viani                                                                                    | Giuseppe Viani | 9 novembre 1958                 | 9 novembre 1958  | 1               |      |
| - Vincenzo Biancone (4) - Giovanni Ferrari - Pino Mocchetti                                                                                  | Giovanni Ferrari | 13 dicembre 1958                | 29 novembre 1959 | 5               |      |

### Singoli commissari tecnici (dal 1960)
| Commissari tecnici                                         | Allenatori                                                 | Primo incontro    | Ultimo incontro  | Totale incontri | Foto |
| ---------------------------------------------------------- | ---------------------------------------------------------- | ----------------- | ---------------- | --------------- | ---- |
| Giuseppe Viani (2)                                         | Giuseppe Viani (2)                                         | 6 gennaio 1960    | 13 marzo 1960    | 2               |      |
| Giovanni Ferrari (2)                                       | Giovanni Ferrari (2)                                       | 10 dicembre 1960  | 4 novembre 1961  | 6               |      |
| - Giovanni Ferrari (3) - Paolo Mazza                       | - Giovanni Ferrari (3) - Paolo Mazza                       | 5 maggio 1962     | 7 giugno 1962    | 5               |      |
| Edmondo Fabbri                                             | Edmondo Fabbri                                             | 11 novembre 1962  | 19 luglio 1966   | 29              |      |
| - Helenio Herrera - Ferruccio Valcareggi                   | - Helenio Herrera - Ferruccio Valcareggi                   | 1º novembre 1966  | 27 marzo 1967    | 4               |      |
| Ferruccio Valcareggi (2)                                   | Ferruccio Valcareggi (2)                                   | 25 giugno 1967    | 23 giugno 1974   | 54              |      |
| Fulvio Bernardini                                          | Fulvio Bernardini                                          | 28 settembre 1974 | 8 giugno 1975    | 6               |      |
| - Fulvio Bernardini (2) - Enzo Bearzot (direttore tecnico) | - Fulvio Bernardini (2) - Enzo Bearzot (direttore tecnico) | 27 settembre 1975 | 8 giugno 1977    | 16              |      |
| Enzo Bearzot (2)                                           | Enzo Bearzot (2)                                           | 8 ottobre 1977    | 17 giugno 1986   | 88              |      |
| Azeglio Vicini                                             | Azeglio Vicini                                             | 8 ottobre 1986    | 12 ottobre 1991  | 54              |      |
| Arrigo Sacchi (direttore tecnico)                          | Arrigo Sacchi (direttore tecnico)                          | 13 novembre 1991  | 1º dicembre 1996 | 53              |      |
| Cesare Maldini                                             | Cesare Maldini                                             | 16 dicembre 1996  | 22 luglio 1998   | 20              |      |
| Dino Zoff                                                  | Dino Zoff                                                  | 5 settembre 1998  | 2 luglio 2000    | 23              |      |
| Giovanni Trapattoni (direttore tecnico)                    | Giovanni Trapattoni (direttore tecnico)                    | 3 settembre 2000  | 22 giugno 2004   | 44              |      |
| Marcello Lippi                                             | Marcello Lippi                                             | 16 luglio 2004    | 12 luglio 2006   | 29              |      |
| Roberto Donadoni                                           | Roberto Donadoni                                           | 13 luglio 2006    | 26 giugno 2008   | 23              |      |
| Marcello Lippi (2)                                         | Marcello Lippi (2)                                         | 20 agosto 2008    | 24 giugno 2010   | 27              |      |
| Cesare Prandelli                                           | Cesare Prandelli                                           | 10 agosto 2010    | 24 giugno 2014   | 56              |      |
| Antonio Conte                                              | Antonio Conte                                              | 4 settembre 2014  | 2 luglio 2016    | 25              |      |
| Gian Piero Ventura                                         | Gian Piero Ventura                                         | 1º settembre 2016 | 13 novembre 2017 | 16              |      |
| Luigi Di Biagio                                            | Luigi Di Biagio                                            | 5 febbraio 2018   | 27 marzo 2018    | 2               |      |
| Roberto Mancini                                            | Roberto Mancini                                            | 28 maggio 2018    | 18 giugno 2023   | 61              |      |
| Luciano Spalletti                                          | Luciano Spalletti                                          | 9 settembre 2023  | 9 giugno 2025    | 24              |      |
| Gennaro Gattuso                                            | Gennaro Gattuso                                            | 15 giugno 2025    | in corso         | 0               |      |

1. ↑  ad interim.

## Statistiche

### Bilancio degli incontri

Enzo Bearzot (a destra) sulla panchina azzurra negli anni '80, con il suo vice Cesare Maldini

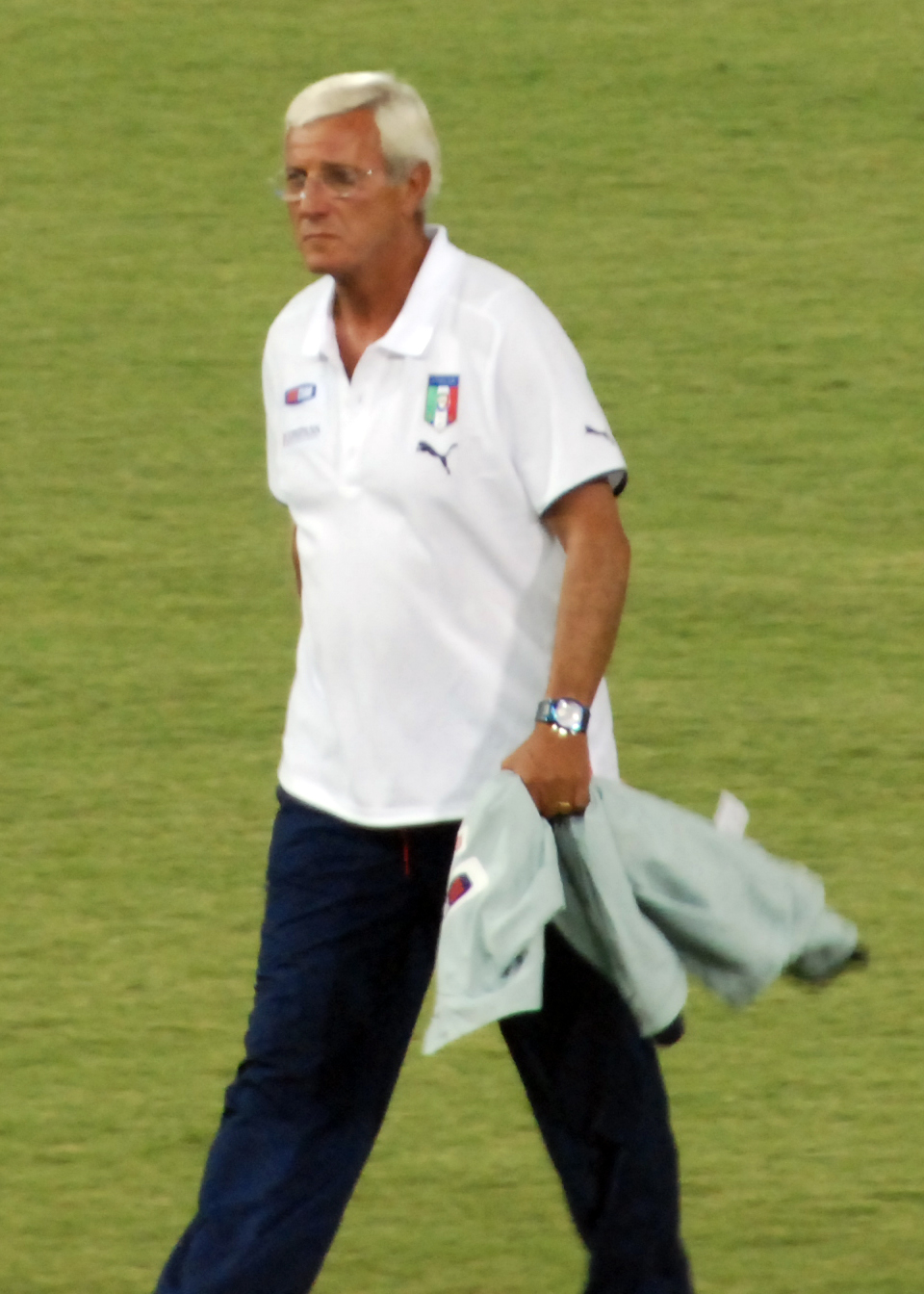
Marcello Lippi, due volte commissario tecnico, durante la gara Cipro-Italia (1-2) del 6 settembre 2008.

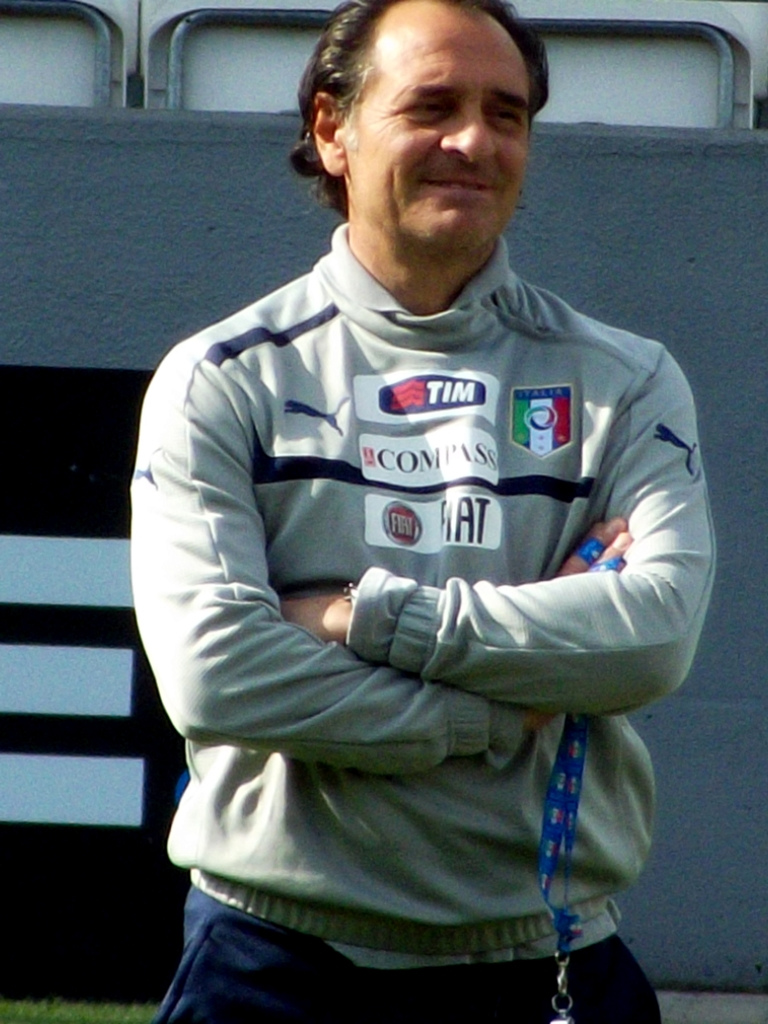
Cesare Prandelli mentre dirige un allenamento degli Azzurri, nel 2012

La seguente tabella riporta le statistiche dei commissari tecnici della nazionale italiana di calcio. Nel caso di gestione da parte della commissione tecnica formata da più di due membri, sono state prese in esame le statistiche degli allenatori, sia che essi facessero parte della commissione sia che fossero personalità terze. Sono pertanto elencati nella voce "commissioni tecniche" gli incontri in cui la commissione, sempre formata da più di due membri, svolgeva in modo corale la gestione di allenamento.
Dati aggiornati al 9 giugno 2025, dopo l'incontro Italia-Moldavia.
| Commissari tecnici                   | In | V  | N  | S  | GF  | GS  | V%      |
| ------------------------------------ | -- | -- | -- | -- | --- | --- | ------- |
| Vittorio Pozzo                       | 95 | 63 | 17 | 15 | 233 | 127 | 66,32%  |
| Enzo Bearzot                         | 88 | 40 | 26 | 22 | 115 | 84  | 45,45%  |
| Roberto Mancini                      | 61 | 37 | 15 | 9  | 123 | 45  | 60,66%  |
| Marcello Lippi                       | 56 | 28 | 21 | 7  | 83  | 47  | 50,00%  |
| Cesare Prandelli                     | 56 | 23 | 20 | 13 | 81  | 58  | 41,07%  |
| Azeglio Vicini                       | 54 | 32 | 15 | 7  | 76  | 24  | 59,26%  |
| Ferruccio Valcareggi                 | 54 | 28 | 20 | 6  | 96  | 43  | 51,85%  |
| Arrigo Sacchi                        | 53 | 34 | 11 | 8  | 90  | 36  | 64,15%  |
| Giovanni Trapattoni                  | 44 | 25 | 12 | 7  | 68  | 30  | 56,81%  |
| Edmondo Fabbri                       | 29 | 18 | 6  | 5  | 63  | 18  | 62,07%  |
| Antonio Conte                        | 25 | 14 | 7  | 4  | 34  | 21  | 56,00%  |
| Augusto Rangone                      | 24 | 12 | 7  | 5  | 68  | 45  | 50,00%  |
| Luciano Spalletti                    | 24 | 12 | 6  | 6  | 40  | 29  | 50,00%  |
| Gennaro Gattuso                      | 24 | 9  | 10 | 5  | 44  | 34  | 37,50%  |
| Roberto Donadoni                     | 23 | 13 | 5  | 5  | 35  | 22  | 56,52%  |
| Dino Zoff                            | 23 | 11 | 7  | 5  | 34  | 19  | 47,83%  |
| Cesare Maldini                       | 20 | 10 | 8  | 2  | 30  | 13  | 50,00%  |
| Alfredo Foni                         | 19 | 9  | 2  | 8  | 25  | 29  | 47,37%  |
| Fulvio Bernardini-Enzo Bearzot       | 16 | 11 | 2  | 3  | 34  | 16  | 68,75%  |
| Gian Piero Ventura                   | 16 | 9  | 4  | 3  | 27  | 13  | 56,25%  |
| Giovanni Ferrari                     | 11 | 4  | 4  | 3  | 26  | 17  | 36,36%  |
| Ferruccio Novo                       | 9  | 5  | 1  | 3  | 18  | 11  | 55,55%  |
| Umberto Meazza                       | 9  | 1  | 2  | 6  | 15  | 24  | 11,11%  |
| Piercarlo Beretta                    | 8  | 2  | 2  | 4  | 12  | 12  | 25,00%  |
| Silvio Piola                         | 7  | 5  | 0  | 2  | 19  | 10  | 71,43%  |
| William Garbutt                      | 6  | 3  | 2  | 1  | 5   | 3   | 50,00%  |
| Carlo Carcano                        | 6  | 3  | 1  | 2  | 13  | 13  | 50,00%  |
| Giuseppe Milano                      | 6  | 2  | 1  | 3  | 6   | 11  | 33,33%  |
| Fulvio Bernardini                    | 6  | 1  | 2  | 3  | 2   | 5   | 16,67%  |
| Paolo Mazza-Giovanni Ferrari         | 5  | 3  | 1  | 1  | 8   | 4   | 60,00%  |
| Ferruccio Valcareggi-Helenio Herrera | 4  | 3  | 1  | 0  | 7   | 2   | 75,00%  |
| Giuseppe Viani                       | 3  | 1  | 1  | 1  | 6   | 5   | 33,33%  |
| Vincenzo Resegotti                   | 2  | 2  | 0  | 0  | 12  | 5   | 100,00% |
| Luigi Di Biagio                      | 2  | 0  | 1  | 1  | 1   | 3   | 0,00%   |
| Antonio Cevenini                     | 1  | 0  | 1  | 0  | 1   | 1   | 0,00%   |

### Titoli conquistati

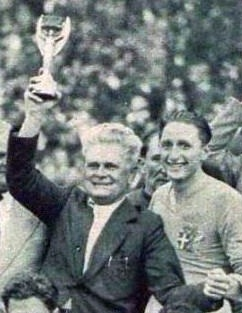
Vittorio Pozzo con in mano la Coppa Jules Rimet, vinta al campionato mondiale di calcio 1938.

Sono cinque i commissari tecnici che hanno vinto un titolo ufficiale della FIFA e/o della UEFA alla guida della Nazionale italiana. Il più vincente è Vittorio Pozzo, con tre titoli ufficiali; aggiungendo inoltre le due Coppe Internazionali del 1927-1930 e del 1933-1935 (trofei ufficiali anche se non riconosciuti né dalla FIFA né dalla UEFA), per un totale di cinque titoli, Pozzo risulta il commissario tecnico più vincente della storia del calcio.
Di seguito la lista di tutti i commissari tecnici della Nazionale italiana ad aver conseguito un titolo ufficiale riconosciuto dalla FIFA:
Dati aggiornati all'11 luglio 2021, dopo la conquista del campionato europeo di calcio 2020.
| Commissario tecnico  | CM            | CE       | GO       | Totale |
| -------------------- | ------------- | -------- | -------- | ------ |
| Vittorio Pozzo       | 2 (1934-1938) | 0        | 1 (1936) | 3      |
| Enzo Bearzot         | 1 (1982)      | 0        | 0        | 1      |
| Marcello Lippi       | 1 (2006)      | 0        | 0        | 1      |
| Roberto Mancini      | 0             | 1 (2020) | 0        | 1      |
| Ferruccio Valcareggi | 0             | 1 (1968) | 0        | 1      |

### Medaglie conquistate

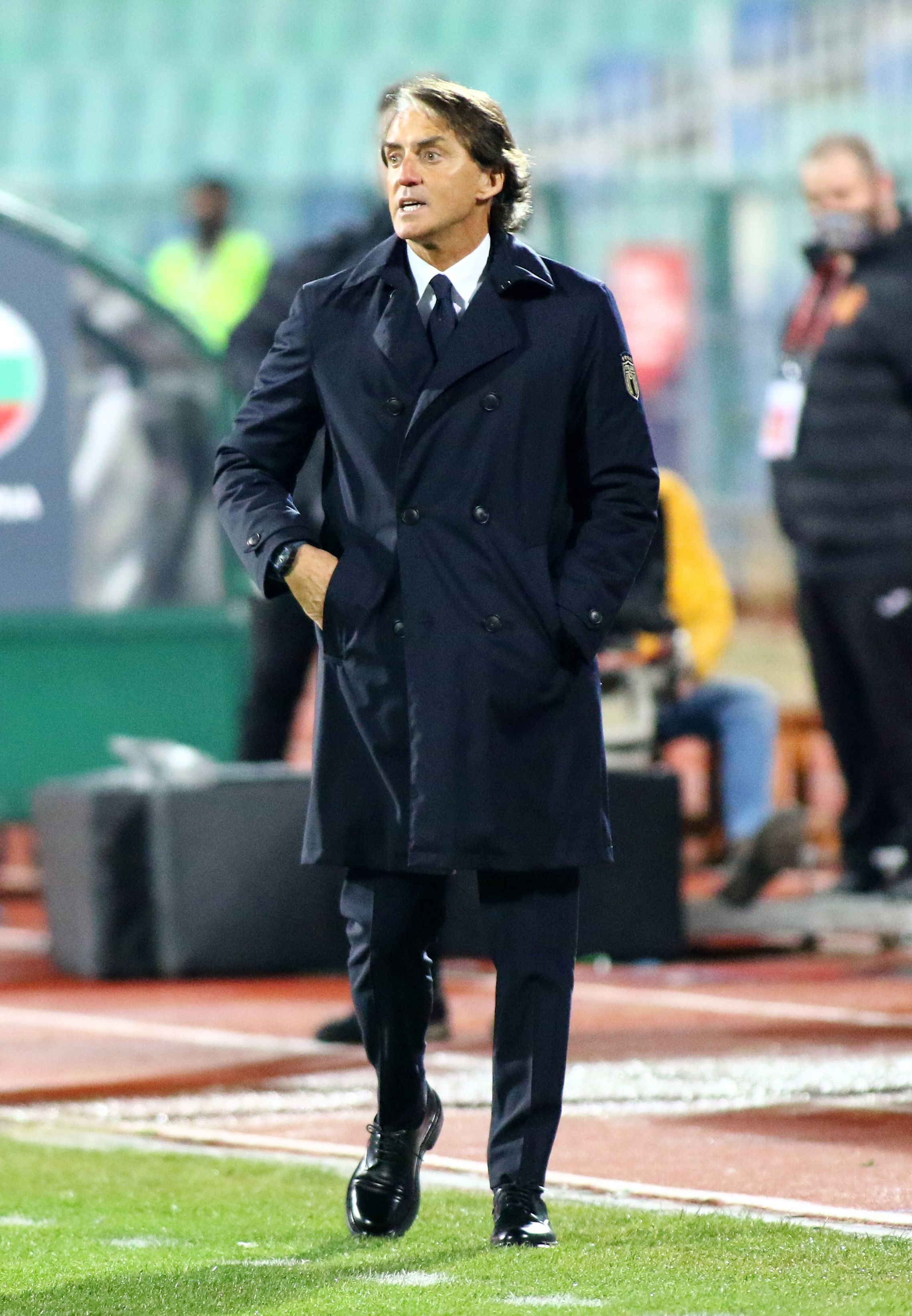
Roberto Mancini, commissario tecnico più medagliato nelle competizioni ufficiali UEFA e FIFA.

Di seguito la lista dei commissari tecnici ad aver conseguito medaglie nelle competizioni ufficiali riconosciute dalla FIFA e dalla UEFA per le nazionali maggiori (non comprendendo quindi il bronzo olimpico ad Atene 2004, poiché conquistato dalla nazionale olimpica di calcio dell'Italia):
Dati aggiornati al 18 giugno 2023, dopo la medaglia di bronzo conquistata nella UEFA Nations League 2022-2023.
Legenda:
 Medaglia d'oro 
 Medaglia d'argento 
 Medaglia di bronzo
| Calciatore           | CM | GO | CE | CC | NL | CdC | Totale |
| -------------------- | -- | -- | -- | -- | -- | --- | ------ |
| Roberto Mancini      | -  | -  |    | -  |    |     | 4      |
| Vittorio Pozzo       |    |    | -  | -  | -  | -   | 3      |
| Ferruccio Valcareggi |    | -  |    | -  | -  | -   | 2      |
| Cesare Prandelli     | -  | -  |    |    | -  | -   | 2      |
| Enzo Bearzot         |    | -  | -  | -  | -  | -   | 1      |
| Marcello Lippi       |    | -  | -  | -  | -  | -   | 1      |
| Arrigo Sacchi        |    | -  | -  | -  | -  | -   | 1      |
| Dino Zoff            | -  | -  |    | -  | -  | -   | 1      |
| Azeglio Vicini       |    | -  | -  | -  | -  | -   | 1      |
| Augusto Rangone      | -  |    | -  | -  | -  | -   | 1      |

## Premi e riconoscimenti

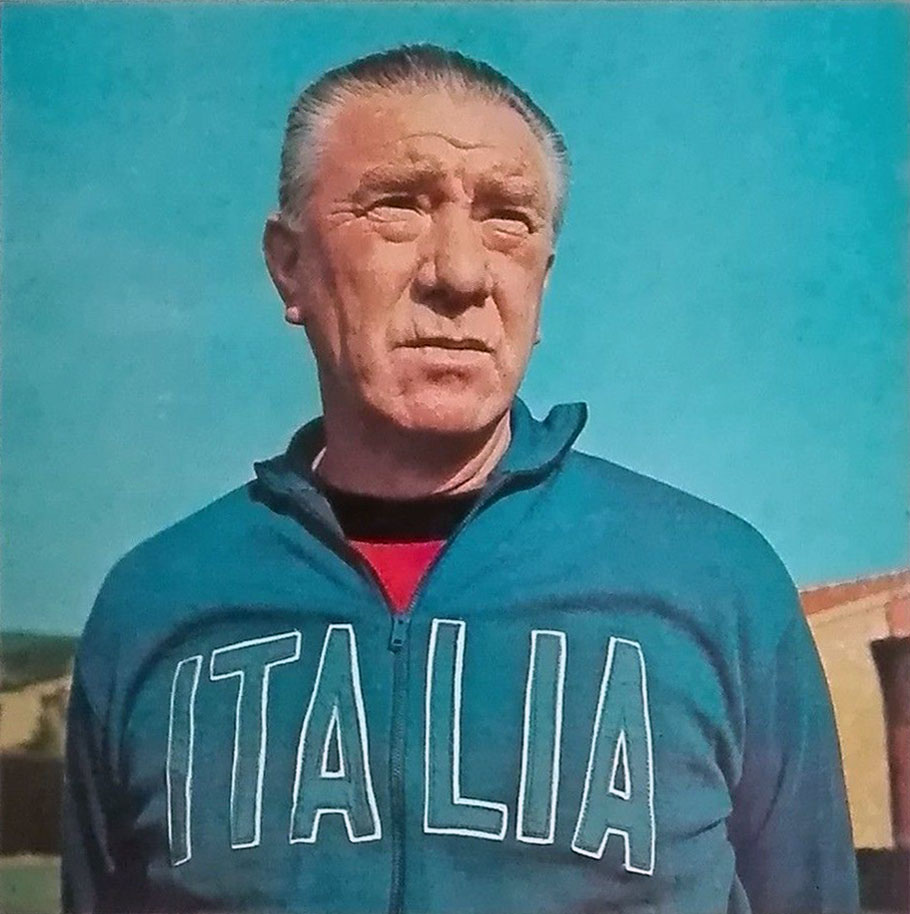
Ferruccio Valcareggi nel 1973, anno in cui ottenne il Seminatore d'oro, primo riconoscimento assegnato ad un CT della nazionale.

Di seguito sono elencati i premi e/o riconoscimenti ricevuti dai commissari tecnici durante la loro attività di allenatore della nazionale di calcio dell'Italia. Sono esclusi quindi i premi ricevuti in periodi in cui non erano alla guida degli Azzurri, o i premi alla carriera.
| Premio                                             | Commissario tecnico  | Anno |
| -------------------------------------------------- | -------------------- | ---- |
| Gazzetta Sports Awards - Allenatore dell'anno      | Antonio Conte        | 2015 |
| Gazzetta Sports Awards - Allenatore dell'anno      | Roberto Mancini      | 2019 |
| Gazzetta Sports Awards - Uomo dell'anno            | Roberto Mancini      | 2019 |
| Globe Soccer Awards - Miglior allenatore dell'anno | Roberto Mancini      | 2021 |
| Miglior commissario tecnico dell'anno IFFHS        | Marcello Lippi       | 2006 |
| Miglior commissario tecnico dell'anno IFFHS        | Roberto Mancini      | 2021 |
| Panchina d'oro - Premio speciale                   | Marcello Lippi       | 2006 |
| Premio Gianni Brera "Lo sportivo dell'anno"        | Marcello Lippi       | 2006 |
| Premio Nazionale Enzo Bearzot                      | Cesare Prandelli     | 2011 |
| Premio Nazionale Enzo Bearzot                      | Roberto Mancini      | 2019 |
| Seminatore d'oro                                   | Ferruccio Valcareggi | 1973 |
| Seminatore d'oro                                   | Enzo Bearzot         | 1982 |
| World Soccer - Allenatore dell'anno                | Enzo Bearzot         | 1982 |
| World Soccer - Allenatore dell'anno                | Dino Zoff            | 2000 |
| World Soccer - Allenatore dell'anno                | Marcello Lippi       | 2006 |